# Gerrhopilidae
Los gerropílidos (Gerrhopilidae) son una familia de serpientes.  Se distribuyen por la región indomalaya y la Melanesia.
Incluye dos géneros y 18 especies reconocidas:
- Cathetorhinus Duméril & Bibron, 1844 (1 especie)
- Gerrhopilus Fitzinger, 1843 (17 especies)